# Крвави дијамант (филм)
Крвави дијамант (енгл. Blood Diamond) је амерички филм из 2006. у режији Едварда Звика. Главне улоге тумаче Леонардо Дикаприо, Џенифер Конели и Џимон Хансу.
Филм је номинован за пет Оскара и наишао је на позитиван пријем код критичара, који су посебно похвалили глуму Дикаприја и Хансуа.

## Радња
Рибар из Мендеа Соломон Ванди је заробљен од стране побуњеничког Револуционарног уједињеног фронта током инвазије и масакра у његовом селу. Његова породица је нестала. Соломон, као млад снажан човек, бива послат да ради у рудницима дијаманата под надзором окрутног војсковође Отрова. Револуционарном уједињеном фронту су потребни дијаманти да финансира своју ратну економију разменом драгуља директно за оружје. Млади син Соломона Дије, заједно са другим момцима, такође пада у руке побуњеницима, а испирањем мозга ова деца су претворена у младе борце Револуционарног фронта.
Једног дана, Соломон проналази огроман ружичасти дијамант у реци, али Отров зауставља његов покушај да га сакрије. Неколико тренутака касније, владине трупе нападају рудник, а капетан Поисон нема времена да се бави затвореником. И он и Соломон су затворени у Фритауну заједно са осталим побуњеницима.
У међувремену, Родезијанац (Зимбабвеанац) Дени Арчер, бивши војник јужноафричке војске који је постао плаћеник и шверцер оружја, ухапшен је док је покушавао да прокријумчари дијаманте у Либерију. Ови дијаманти су били намењени пуковнику Цоетзееу, Арчеровом бившем команданту, озлоглашеном похлепном човеку иза компаније Тиара Дајмонд Компани, коју предводе Рудолф ван де Каап и његов представник Руперт Симонс. Након што је чуо за изванредни дијамант, Арчер организује да Соломон буде „пуштен“ из затвора и нуди му помоћ да пронађе своју породицу ако одведе Арчера до дијаманта. Револуционарни Уједињени фронт покреће масовни напад на Фритаун и савладава владине снаге, Арчер и Соломон се искрадају из града под окриљем ноћи.
Америчка новинарка Меди Бовен се закачи са Арчером и дозволи њему и Соломону да пређу границу под маском камермана у замену за информације за њен извештај, који би разоткрио добављаче „крвавих дијаманата” из Африке. Али путници су под ватром Ревфронта, сви чланови тима вести су убијени током пуцњаве. Арчер, Соломон и Мади беже од смрти и крећу до јужноафричког плаћеничког кампа који води пуковник Цоетзее.
Арчер и Соломон напуштају камп и пробијају се кроз џунглу док се Мадие укрцава у авион који превози странце из зоне сукоба. Са собом носи Арчерову бележницу у којој су све информације о криминалним шемама извоза дијаманата „имена, чињенице, догађаји“. Арчер и Соломон на крају стигну до логора капетана Отрова, али Соломон је заробљен покушавајући да спасе Дију, која већ одбија да га призна као свог оца. Арчер преноси координате побуњеничког кампа Куци, који покреће ваздушни напад. У конфузији, Соломон убија капетана Отрова, преостали побуњеници Ревфронта су заробљени. Пуковник Кутзе заказује састанак са Арчером да добије свој део дијаманта (или га поседује) и прети Дајином животу, приморавајући Соломона да му да скривени драгуљ. Арчер, схвативши да ће, чим Кутзе преузме дијамант, наредити да се убије и њега и Соломон, пуца и убија Кутзеа, али је и сам смртно рањен у пуцњави. Уплашена, Диа држи Соломона и Арчера на нишану, али у току емотивног разговора, Соломон успева да убеди свог сина да се врати породици, а Диа пристаје да се врати кући са њим.
Арчер, Соломон и Диа се пробијају из долине до узлетишта на оближњем планинском ланцу, где је Арчер унапред договорио састанак са пилотом. Међутим, Арчер, схватајући да је његова рана смртоносна, предаје дијамант Соломону, и упућује последњи позив Меди, обавештавајући је да су у његовој бележници „све информације стварне“ и тражећи од ње да помогне Соломону, а затим умире због до губитка крви. У Лондону, Соломон продаје дијамант Симонсу за 2 милиона фунти и поново се сједињује са својом породицом. Мади тајно фотографише састанак и касније објављује сензационални чланак који баца светло на криминалне шеме трговине дијамантима, разоткривајући кривична дела Ван де Капа, Симонса и уништавајући њихову компанију. Соломон чита Медијин чланак, препознаје Арчера на фотографији и почиње своју причу о „крвавим дијамантима“ на конференцији у Кимберлију (Јужна Африка).

## Улоге
| Глумац            | Улога          |
| ----------------- | -------------- |
| Леонардо Дикаприо | Дeни Арчeр     |
| Џимон Хансу       | Соломон Ванди  |
| Џенифер Конели    | Мади Боуен     |
| Арнолд Вослу      | пуковник Кутзе |
| Мајкл Шин         | Руперт Симонс  |